# Viola mirabiliformis
Viola mirabiliformis är en violväxtart som beskrevs av Josef Murr och Poll. Viola mirabiliformis ingår i släktet violer, och familjen violväxter. Inga underarter finns listade i Catalogue of Life.